# Jan Bogusław Horain
Jan Bogusław Horain herbu Szreniawa (zm. przed 14 czerwca 1728) – podczaszy wołyński w latach 1704–1726, sędzia grodzki krzemieniecki w 1702 roku, podczaszy parnawski w latach 1690–1698, podstoli parnawski w latach 1660-1675.
Poseł sejmiku wołyńskiego na sejm 1678/1679 roku. Konsyliarz województwa wołyńskiego w konfederacji sandomierskiej 1704 roku.